# 스테르코빌린
스테르코빌린(영어: stercobilin)은 테트라피롤인 담즙색소이며, 헴의 분해 대사 과정에서의 최종 생성물 중 하나이다. 스테르코빌린은 사람 대변의 갈색의 원인이 되는 화학 물질로, 1932년에 배설물로부터 분리되었다. 스테르코빌린 및 관련 유로빌린은 하천의 배설물 오염 수준을 생화학적으로 확인하는 지표로 사용될 수 있다.

## 물질대사
스테르코빌린은 적혈구에서 발견되는 헤모글로빈의 헴 부분의 파괴로 생성된다. 대식세포는 노화된 적혈구를 파괴하여, 헴을 빌리베르딘으로 분해하고, 빌리베르딘은 신속하게 빌리루빈으로 환원된다. 빌리루빈은 혈장 단백질과 결합해서 혈류를 통해 간으로 이동하고, 1개 또는 2개의 글루쿠론산 잔기와 결합해서 빌리루빈 다이글루쿠로나이드가 되어 쓸개즙으로 소장에서 분비된다. 소장에서 일부 빌리루빈 글루쿠로나이드는 말단 회장에서 세균 효소에 의해 빌리루빈으로 다시 전환된다. 빌리루빈은 무색의 유로빌리노젠으로 전환될 수 있다. 결장에 남아있는 유로빌리노젠은 스테르코빌리노젠으로 환원될 수 있고, 스테르코빌린으로 산화되거나 스테르코빌린으로 직접적으로 환원될 수 있다. 스테르코빌린은 사람의 대변이 갈색을 띄게 하는 원인 물질이다. 스테르코빌린은 대변으로 배설된다.

## 질병에서의 역할

### 황달
황달에서 빌리루빈은 소장에 도달하지 못하므로 스테르코빌리노젠이 형성되지 않는다. 스테르코빌린과 다른 담즙색소가 부족하면 대변이 점토색이 된다.

### 갈색 색소 담석
담석증을 앓고 있는 두 명의 유아를 분석한 결과, 갈색 색소 담석에 상당한 양의 스테르코빌린이 존재한다는 것이 발견되었다. 이 연구는 갈색 색소 담석이 쓸개관의 세균 감염으로 고통 받고 있는 유아에서 자발적으로 형성될 수 있다는 것을 보여주었다.

## 질병 치료에서의 역할
1996년에 맥피(McPhee) 등의 연구에서 스테르코빌린 및 유로빌린, 빌리베르딘, 잔토빌리루브산과 같은 다른 관련 피롤 색소들이 마이크로몰의 낮은 농도로 전달되었을 때 새로운 종류의 HIV-1 프로테이스 저해제로서 기능을 할 수 있는 가능성을 가지고 있다고 제안되었다. 이들 색소들은 HIV-1 프로테이스 저해제 Merck L-700,417과 형태가 유사하기 때문에 선택되었다. 이러한 색소들의 약리학적 효능을 연구하기 위한 추가적인 연구가 제안되고 있다.

## 같이 보기
- 담즙색소
- 빌리루빈
- 빌리베르딘
- 헴
- 유로빌린